# Ruisseau Bouteroue
Ruisseau Bouteroue är ett vattendrag i Kanada.   Det ligger i provinsen Québec, i den östra delen av landet, 400 km norr om huvudstaden Ottawa. Ruisseau Bouteroue ligger vid sjöarna  Lac Cronos och Lac Nicabau.
Trakten runt Ruisseau Bouteroue är nära nog obefolkad, med mindre än två invånare per kvadratkilometer.